# Comuna Tuchomie
Comuna Tuchomie (poloneză gmina Tuchomie) este o comună rurală din powiat-ul bytowski, voievodatul Pomerania, din partea septentrională a Poloniei. Sediul administrativ este satul Tuchomie. Conform datelor din 2004 comuna avea 3.896 de locuitori. Întreaga suprafață a comunei Tuchomie este 106,47 km².
În comuna sunt 12 sołectwo-uri: Ciemno, Kramarzyny, Masłowice Trzebiatkowskie, Masłowice Tuchomskie, Masłowiczki, Modrzejewo, Nowe Huty, Piaszno, Tągowie, Trzebiatkowa, Tuchomie și Tuchomko. Comuna învecinează cu cinci comune ale powiat-ului bytowski: Miastko, Kołczygłowy, Borzytuchom, Bytów și Lipnica.
Înainte de reforma administrativă a Poloniei din 1999, comuna Tuchomie a aparținut voievodatului Słupsk.